# Agrostophyllum laxum
Agrostophyllum laxum är en orkidéart som beskrevs av Johannes Jacobus Smith. Agrostophyllum laxum ingår i släktet Agrostophyllum och familjen orkidéer. Inga underarter finns listade i Catalogue of Life.